# Pistoia Basket 2000
O Pistoia Basket 2000, também conhecido como Estra Pistoia por motivos de patrocinadores, é um clube profissional situado na cidade de Pistoia, Toscana, Itália que atualmente disputa a Serie A2. Foi fundado em 2000 e manda seus jogos na PalaCarrara com capacidade para 3.835 espectadores.

## Temporada por Temporada
| Temporada | Nível | Liga     | Pos.                          | TR                            | PL                            | Pós Temporada                 | Competições Europeias |
| --------- | ----- | -------- | ----------------------------- | ----------------------------- | ----------------------------- | ----------------------------- | --------------------- |
| 2010–11   | 2     | LegaDue  | 8                             |                               |                               | –                             | —                     |
| 2011–12   | 2     | LegaDue  | 2                             |                               |                               | Campeão                       | —                     |
| 2012–13   | 2     | LegaDue  | 2                             |                               |                               | Finalista                     | —                     |
| 2013–14   | 1     | Serie A  | 8º                            | 15-15                         | 2-3                           | Quartas de Finais             | —                     |
| 2014-15   | 1     | Serie A  | 9º                            | 13-17                         |                               |                               | —                     |
| 2015-16   | 1     | Serie A  | 6º                            | 16-14                         | 0-3                           | Quartas de finais             | —                     |
| 2016-17   | 1     | Serie A  | 7º                            | 15-15                         | 1-3                           | Quartas de finais             | —                     |
| 2017-18   | 1     | Serie A  | 13º                           | 13-17                         |                               |                               | —                     |
| 2018-19   | 1     | Serie A  | 15º                           | 6-24                          |                               |                               | —                     |
| 2019-20   | 1     | Serie A  | Cancelado - Pandemia COVID-19 | Cancelado - Pandemia COVID-19 | Cancelado - Pandemia COVID-19 | Cancelado - Pandemia COVID-19 | —                     |
| 2020-21   | 2     | Serie A2 | 9º                            | 11-13                         | 6-4                           |                               | —                     |
| 2021-22   | 2     | Serie A2 | 3º                            | 20-6                          | 5-5                           | Quartas de finais             | —                     |
| 2022-23   | 2     | Serie A2 | 3º                            | 18-6                          | 9-4                           | Campeão                       | —                     |
| 2023-24   | 1     | Serie A  | 6º                            | 15-15                         | 0-3                           | Quartas de finais             | —                     |
| 2024-25   | 1     | Serie A  | 16º                           | 6-24                          |                               | Rebaixado                     |                       |

## Títulos
- (2) Segunda Divisão

2013, 2023